# Élections provinciales de 2020 en Voïvodine
Des élections provinciales ont lieu en Voïvodine le 21 juin 2020 afin d'élire les membres de l'Assemblée de Voïvodine. Initialement prévues pour le 26 avril, elles sont décalées à cause de la pandémie de COVID-19. Elles se déroulent le même jour que les élections législatives nationales.

## Résultats
|                          |                                          |           |       |        |               |  |
| Parti                    | Parti                                    | Voix      | %     | Sièges | +/-           |  |
|                          | Coalition Parti progressiste serbe       | 498 495   | 58,44 | 76     | 13            |  |
|                          | Parti socialiste de Serbie - Serbie unie | 90 512    | 10,61 | 13     | 1             |  |
|                          | Alliance des Magyars de Voïvodine        | 75 218    | 8,82  | 11     | 5             |  |
|                          | Coalition Front de Voïvodine             | 41 455    | 4,86  | 6      | 3             |  |
|                          | Coalition Parti démocrate                | 35 479    | 4,16  | 5      | 5             |  |
|                          | Coalition monarchiste POKS - CMM         | 34 083    | 4,00  | 5      | Nv            |  |
|                          | Parti radical serbe                      | 26 489    | 3,10  | 4      | 6             |  |
|                          | Coalition pour la paix                   | 4 658     | 0,55  | 0      | en stagnation |  |
|                          | Coalition SPP - DPM                      | 3 070     | 0,36  | 0      | en stagnation |  |
|                          | Votes blancs et nuls                     | 43 513    | 5,10  |        |               |  |
|                          |                                          |           |       |        |               |  |
| Suffrages exprimés       | Suffrages exprimés                       | 809 459   | 94,90 |        |               |  |
| Votes blancs et nuls     | Votes blancs et nuls                     | 43 513    | 5,10  |        |               |  |
| Total                    | Total                                    | 852 972   | 100   | 120    | en stagnation |  |
| Abstentions              | Abstentions                              | 843 320   | 49,72 |        |               |  |
| Inscrits / participation | Inscrits / participation                 | 1 696 292 | 50,28 |        |               |  |